# 封父國
封父國，或作封國，先秦时夏朝、商朝诸侯国，故地在今河南省封丘县西。
封父國相传为姜姓，始封君为炎帝的后裔封巨，为黄帝师受封。夏朝时，封父国成为诸侯。汴州封丘县（今河南封丘）有封父亭，即封父的都城。周朝初年国灭。周文王伐灭崇国、贯国、封父，将封父龜分给同姓国。封父龜就是封父國之寳龜。周成王分鲁公伯禽以“封父之繁弱”。前506年，祝佗私下对苌弘的对话中提及。后来有封父之姓，春秋时期郑国有封父真（或作“封父弥真”），为大夫。 